# Dungeon World
Dungeon World è un gioco di ruolo indie scritto da Sage LaTorra e Adam Koebel, basato sulle meccaniche di base di Il mondo dell'apocalisse di D. Vincent Baker, e le traduce in un'ambientazione fantasy classica. Gli autori hanno realizzato il loro gioco ispirandosi a Dungeons & Dragons, il capostipite dei giochi di ruolo, ma adottando le meccaniche moderne di progettazione dei giochi di ruolo sviluppate dal movimento indie. Negli Stati Uniti è stato pubblicato tramite una campagna di crowdfunding che ha fruttato 82.879 dollari.
In Italia è stato pubblicato nel 2013 da Narrattiva dopo una successiva campagna di crowdfunding che ha raggiunto i 12.359 euro. Sempre dal 2013, è disponibile online una traduzione indipendente sotto licenza Creative Commons.

## Sistema di gioco
L'ambientazione di Dungeon World è un fantasy generico che non viene dettagliato, poiché il gioco prevede che l'ambientazione e la storia siano costruite durante le sessioni di gioco, attraverso una narrazione di gruppo.
Ogni giocatore all'inizio del gioco sceglie per il suo personaggio una classe e stimolato da domande del Master descrive il proprio personaggio, introducendo così dettagli e descrizioni che tratteggeranno l'ambientazione dell'avventura e il mondo nel quale si muovono i personaggi.
Tutto il sistema di gioco è strutturato sul meccanismo delle "mosse", un insieme di regole che stabiliscono quando queste s'innescano e che effetto hanno in gioco. Ciascun giocatore descrive liberamente cosa fa il proprio personaggio nella storia e, se dichiara che il proprio personaggio compie un'azione tale da innescare una mossa, questa ha luogo e si applicano le regole specifiche: si effettua un tiro di dado il risultato di tale manovra e si verifica l'esito corrispondente. Per esempio, se il "barbaro" alza in alto la sua spada sferrando un colpo alla gola del nemico, si innesca la mossa "assalire"; se  il "ladro" prova a intrufolarsi nel castello cercando di non farsi beccare dalle guardie, innescherà la mossa "sfidare il pericolo". Il risultato di una mossa è risolto tirando due dadi a sei facce e sommando il modificatore della caratteristica appropriata (forza, destrezza, costituzione, intelligenza, saggezza, carisma). Tale risultato potrà essere un successo, un successo parziale o un insuccesso. Se la somma è maggiore o uguale a dieci, la mossa riesce e il giocatore descriverà come va avanti l'azione; con un risultato compreso tra sette e nove, l'azione riesce ma non completamente e il personaggio dovrà affrontare degli imprevisti o venire a patti con il Master, se vuole portare a termine l'azione con successo; con un risultato di sei o inferiore l'azione avrà risvolti negativi (per esempio può fallire) e il Master narrerà ciò che succede.
Per esempio se il giocatore dichiara di voler camminare su una corda per attraversare un baratro, esegue la mossa "sfidare il pericolo", tira i due dadi e aggiunge il modificatore della sua Destrezza. Con un risultato maggiore o uguale a dieci riesce ad attraversarlo e descriverà come ciò avviene; con un risultato compreso tra sette e nove l'azione non è un successo pieno,  il personaggio potrebbe ad esempio bloccarsi in bilico a metà strada, e il master offrirà al giocatore una scelta difficile (come ad esempio lasciare indietro qualche componente del gruppo oppure doversi liberare della sua pesante armatura, se vuole raggiungere la sponda opposta). Con un risultato di sei o inferiore, invece, il tentativo fallisce o ha risvolti negativi: la corda potrebbe spezzarsi sotto il peso del personaggio e lui rimanerci aggrappato o cadere nel baratro, a seconda di quello che decide il master seguendo e rispettando i suoi obiettivi fondamentali (raffigurare un mondo fantastico, riempire d'avventura la vite dei personaggi, giocare per vedere che cosa succede) e i principi  (tra i quali: fare una mossa logica ed essere fan dei personaggi...), oppure potrebbe riuscire ad attraversare il baratro rendendo però la corda inutilizzabile per i compagni.
Le mosse comprendono mosse base eseguibili da ogni classe di personaggio (assalire, tirare, sfidare il pericolo, difendere, rivelare conoscenze, percepire realtà, parlé, aiutare o interferire) e mosse specializzate secondo la classe di appartenenza del personaggio. Per esempio "libero e illeso" permette a un barbaro di avere un "+1 armatura", o un druido può avere "linguaggio degli spiriti" che gli permette di riprodurre i versi di ogni animale. Salendo di livello può scegliere ulteriori mosse avanzate da aggiungere a quelle che conosce.